# Alb-Kaserne
Die Alb-Kaserne ist eine Kaserne der Bundeswehr auf der Schwäbischen Alb südlich des Truppenübungsplatzes Heuberg. Sie ist die jüngere der beiden Kasernen am Standort Stetten am kalten Markt im Landkreis Sigmaringen in Baden-Württemberg. Die zweite Kaserne, das Lager Heuberg, ist wesentlich älter und kann auf eine bewegte Geschichte zurückblicken.
Beide Kasernen befinden sich nordwestlich des Ortes und umfassen insgesamt eine Fläche von 141,8 Hektar (Stand: Mai 2007). Unmittelbar neben der Alb-Kaserne befindet sich ein Standortübungsplatz mit 89 ha Größe.
Der Standort ist mit über 3000 Dienstposten (Stand: März 2016) der größte Bundeswehrstandort Süddeutschlands.

## Vorgeschichte
Zwischen 1910 und 1916 wurde das Lager Heuberg mit zugehörigem Truppenübungsplatz für das XIV. (Badische) Armee-Korps errichtet.
1914 begann auf dem Gelände der heutigen Alb-Kaserne die Einrichtung eines (Kriegs-)Gefangenenlagers nordwestlich des eigentlichen Lagers, welches bis 1917 bis auf 15.000 Kriegsgefangene anwuchs. Es zählte zu den größten Lagern im Deutschen Reich.
Ab 1920 wurde der gesamte Bereich zivil genutzt, bis die Nationalsozialisten 1933 Teile des Lagers Heuberg nutzten.
Im März 1933 wurde das Konzentrationslager Heuberg als erstes Konzentrationslager der Nationalsozialisten und noch vor dem Konzentrationslager Dachau errichtet.
Nachdem 1934 die Reichswehr (ab 16. März 1935 als Wehrmacht bezeichnet) den Truppenübungsplatz und das Lager Heuberg übernommen hatten, wurde 1940 im Bereich der heutigen Alb-Kaserne ein Reichsarbeitsdienstlager mit 400 Baracken eingerichtet. Zudem zog die SA-Winterschule am Standort ein.
Während des Krieges diente das Lager Heuberg und der Truppenübungsplatz als Aufstellungs- und Auffrischungsort verschiedener Verbände der Wehrmacht und Waffen-SS. Unter anderem waren dort die Bewährungseinheit 999, die italienische Bersaglieri-Division „Italia“, die Legion Freies Indien, die Winterkampfschule des Wehrkreiskommandos V, die französische Miliz der ab 1944 im Schloss Sigmaringen untergebrachten Vichy-Regierung und die 2. Division der Russischen Befreiungsarmee stationiert. Nördlich des Lagers auf dem Ochsenkopf fand am 1. März 1945 der erste bemannte Flug eines senkrecht startenden Raketenflugzeugs der Geschichte statt. Kurz nach dem Start stürzte die Bachem Ba 349 „Natter“ ab, Pilot Lothar Sieber fand den Tod.
Unmittelbar nach dem Zweiten Weltkrieg dienten die Lagergebäude sowjetischen Rotarmisten, welche bis Anfang 1946 vollständig verbracht wurden.
Nachdem das Lager Heuberg und der Truppenübungsplatz von 1945 bis 1959 von französischen Truppen genutzt wurde, zogen 1959 mit der Panzerjägerkompanie 290 und dem Panzerbataillon 294 die ersten Bundeswehreinheiten ins Lager Heuberg. Bereits am 24. Oktober 1958 wurden deutsche Verbindungsoffiziere bei der französischen Truppenübungsplatzkommandantur als erste deutsche Einheit im Lager Heuberg aufgestellt. Die Standortverwaltung (StOV) wurde am 15. November 1959 aufgestellt.
1960 folgte das Fallschirmjägerbataillon 291 (ab 1970: Fallschirmjägerbataillon 271), 1964 das Versorgungsbataillon 296.

## Geschichte

### Kalter Krieg (1962–1989)
Zwischen 1962 und 1966 wurde die Alb-Kaserne erbaut und 1966 ihrer Bestimmung übergeben. Sie besitzt eine zentrale Heizanlage (ZVA). In der Folgezeit wurde die Kaserne mehrmals in nördlicher und westlicher Richtung erweitert, zuletzt 2022 mit dem Bau von zwei neuen Unterkunftsgebäuden. Mit dem Panzerbataillon 294 zog 1966 die erste Einheit in die Alb-Kaserne. Es folgten in den kommenden Jahren das Panzerbataillon 293, das Fallschirmjägerbataillon 291, das Versorgungsbataillon 296, die Heeresoffizierschule III, das Sanitätsbataillon 10 und das Feldjägerbataillon 750.
Die Heilstätte der Landesversicherungsanstalt Württemberg, welche sich innerhalb der Alb-Kaserne befand, jedoch schon nach dem Ersten Weltkrieg erbaut wurde, wurde 1973 geschlossen und 1976 abgerissen. Später wurde die Fläche erneut mit Unterkunfts- und Verwaltungsgebäuden der Bundeswehr bebaut.

### Umstrukturierungen (1990–2009)
Mit der Deutschen Wiedervereinigung und dem Ende des Kalten Krieges änderten sich auch die Bedingungen in den beiden Kasernen in Stetten. Bis 1992 zogen über 2000 Personen aus den Kasernen ab. Das Panzerbataillon 293 wurde aufgelöst und das Panzerbataillon 294 in das Panzergrenadierbataillon 294 umgegliedert. Damit endete die 32-jährige Präsenz der Panzertruppe auf dem Heuberg. Die Bundeswehrreform 1994 brachte weitere Verluste von Dienstposten mit sich.
1997 zogen mit dem 3ᵉ Régiment de Dragons die letzten Soldaten der französischen Streitkräfte nach 51 Jahren ab und die Alb-Kaserne wurde mit dem Lager Heuberg zu einem großen Bundeswehrstandort zusammengelegt. In diesem Zusammenhang wurden einige Teile im südlichen Bereich des Lagers Heuberg an die Bundesvermögensverwaltung und die Gemeinde Stetten am kalten Markt abgegeben.
Am 1. Juli 2005 wurde die Kampfmittelabwehrschule als Zentrum für Kampfmittelbeseitigung der Bundeswehr am Standort neu aufgestellt. Diese Dienststelle ist einzigartig in der Bundeswehr und fasst alle ihre Kampfmittelbeseitigungskräfte zusammen. Das Panzergrenadierbataillon 294 wurde im Rahmen einer der vielen Bundeswehrstrukturreformen dann letztendlich zum 31. März 2008 aufgelöst.

### Neuerlicher Aufschwung (seit 2010)
Mit der Neuausrichtung der Bundeswehr ab 2010 wurde der Standort Stetten am kalten Markt deutlich gestärkt und personell aufgestockt. Verschiedene Einheiten von Standorten, die aufgegeben wurden, zogen in den darauffolgenden Jahren in die Alb-Kaserne und das Lager Heuberg, so unter anderem das Artilleriebataillon 295 aus Immendingen und die 2./Feldjägerregiment 3 aus Sigmaringen.
Am 15. Oktober 2010 wurde ein Großer Zapfenstreich anlässlich des 100-jährigen Bestehens der Garnison Stetten am kalten Markt im Beisein vom damaligen Bundestagspräsidenten Norbert Lammert abgehalten.
Mit der Schließung der Zollernalb-Kaserne in Meßstetten und der Auflösung des dortigen Einsatzführungsbereich 1 zum 31. Dezember 2013 wurde die verbleibende Radarstation auf dem Weichenwang bei Meßstetten dem Einsatzführungsbereich 2 in Erndtebrück zugeteilt. Die Radarstation gehört seither zur Garnison Stetten am kalten Markt.
Am seit 2015 jährlich stattfindenden Tag der Bundeswehr beteiligte sich der Standort Stetten am kalten Markt bisher zweimal. 2016 kamen über 12.000 Besucher, 2024 über 30.000. Die Teilnahme 2021 wurde aufgrund der COVID-19-Pandemie abgesagt.
Ab 2018 wurden 180 Millionen Euro in die Liegenschaften in und um die Alb-Kaserne investiert. Zudem fand erstmals die Ausbildung Ungedienter für die Reserve des Landeskommandos Baden-Württemberg statt.
Ende 2021 wurde mit dem Bau einer Ausbildungsanlage für die bis zu 72 Spürhunde der Panzerpionierkompanie 550 begonnen.
Nach dem Russischen Überfall auf die Ukraine wurden ab 2023 ukrainische Soldaten in Stetten ausgebildet.
Im Sommer 2023 wurde das neue Facharztzentrum (FAZ) eingeweiht. Das FAZ befindet sich außerhalb der Kaserne, jedoch im unmittelbaren Umfeld zwischen Hallenbad und Haupttor. Neben ambulanten Operationen, einer Radiologie, einer physiotherapeutischen Abteilung und einer Abteilung Psychiatrie gibt es eine Begutachtungsstelle für sozialmedizinische Fragestellungen und eine Betriebsarztgruppe. Das bisherige FAZ in der ehemaligen Graf-Stauffenberg-Kaserne in Sigmaringen wurde mit der Eröffnung des FAZ Stetten geschlossen. Das dort ansässige Personal wurde nach Stetten versetzt. Neben dem Facharztzentrum soll ferner noch ein Versorgungszentrum entstehen. Betrieben wird das FAZ durch das Sanitätsunterstützungszentrum Stetten am kalten Markt.
Seit 2024 werden in Alb-Kaserne und Lager Heuberg durchschnittlich 30 bis 50 Millionen Euro pro Jahr in die Modernisierung der Standortinfrastruktur investiert. Neben dem Facharztzentrum entsteht außerhalb der Kasernen eine Kindertagesstätte mit 45 Betreuungsplätzen.

## Standort

### Lage
Die Alb-Kaserne und das Lager Heuberg liegen nordwestlich von Stetten am kalten Markt und südöstlich an den Truppenübungsplatz Heuberg. Beide Liegenschaften sind über das Haupttor im Süden der Alb-Kaserne zu erreichen. Zudem gibt es mit dem Nordtor einen direkten Zugang zur Ringstraße des Truppenübungsplatzes, wobei dieses regulär nicht geöffnet ist. Über die Ringstraße ist der gesamte Truppenübungsplatz sowie dessen Ausbildungsstätten und die ehemaligen Liegenschaften des Standortes Meßstettens erreichbar (siehe Zollernalb-Kaserne). Südwestlich der Alb-Kaserne befindet sich der Standortübungsplatz Saustall.
Von der Hauptwache aus gelangt man auf eine Ringstraße um die Unterkunftsgebäude der Alb-Kaserne, welche in Abschnitten im Einbahnverkehr genutzt werden muss. Das Lager Heuberg ist heutzutage über mehrere Zufahren erreichbar. Seit der Entfernung der baulichen Trennung der beiden Kasernen ist der Unterschied lediglich an den unterschiedlichen Baustilen der Gebäude erkennbar.
Die nächstgelegenen Bahnhöfe liegen in Storzingen und Albstadt-Ebingen entlang der Zollernalbbahn zwischen Stuttgart und Aulendorf.

### Einrichtungen
Viele Einrichtungen der beiden Kasernen wurden im Laufe der Zeit zusammengelegt. Einige kasernentypische Einrichtungen wie z. B. die Hindernisbahn befinden sich auf dem Truppen- bzw. Standortübungsplatz und sind nicht innerhalb der Kaserne. Es befinden sich auf dem Areal u. a. folgende Gebäude und Einrichtungen:
- über 50 Unterkunftsgebäude (20 Alb-Kaserne, über 30 im Lager Heuberg)
- Truppenküche
- Mannschaftsheim
- Unteroffiziersheim
- Offiziersheim
- zwei Sporthallen
- zwei Sportplätze mit Laufbahn
- Kraftraum
- Duschhaus
- Freizeitbüro
- Truppenfrisör
- Lagerkapelle
- Servicestation der Bw Bekleidungsmanagement GmbH[14]
- Stützpunkt der HIL Heeresinstandsetzungslogistik[15]
- Familienbetreuungszentrum[16]
- Brandübungsanlage[17]
- Panzerwaschanlage
- AGSHP
- überdachter Grillplatz

Zudem gibt es in unmittelbarer Nähe außerhalb der Kaserne und des Truppenübungsplatzes folgende Einrichtungen:
- Facharztzentrum[18]
- Hallenbad
- Militärgeschichtliche Sammlung[19]
- Soldatenheim

Des Weiteren gibt es im nahegelegenen Thiergarten ein bundeswehreigenes Wasserkraftwerk.

### Bundeswehr-Dienstleistungszentrum
Der Zuständigkeitsbereich des Bundeswehr-Dienstleistungszentrums Stetten am kalten Markt (BwDLZ Stetten am kalten Markt) erstreckt sich auf die Landkreise Biberach, Bodensee, Breisgau-Hochschwarzwald, Emmendingen, Konstanz, Lörrach, Ortenau, Ravensburg, Rottweil, Schwarzwald-Baar, Sigmaringen, Tuttlingen, Waldshut und Zollernalb sowie die kreisfreie Stadt Freiburg. Das BwDLZ versorgt von hier aus sämtliche im Zuständigkeitsbereich liegende Bundeswehr-Liegenschaften. Die früher Standortverwaltung (StOV) genannte Behörde übernimmt die nicht-militärischen Aufgaben Materialbeschaffung, Verwaltung, Bewirtschaftung und Unterhalt der Liegenschaften, Bauangelegenheiten sowie die Versorgung und Betreuung der zivilen und militärischen Mitarbeiter. Zudem ist es für das Kraft- und Wasserwerk Thiergarten, die Schule ABC-Abwehr und Gesetzliche Schutzaufgaben und die Bundeswehrfeuerwehr zuständig.

## Einheiten

### Aktuelle Einheiten

#### Alb-Kaserne
- Artilleriebataillon 295[21]
- 2./Feldjägerregiment 3[22]
- Kampfmittelabwehrschule[23]
- Sanitätsunterstützungszentrum Stetten am kalten Markt[24]
- Sanitätsversorgungszentrum Stetten am kalten Markt[24]

#### Lager Heuberg
- Bundeswehr-Dienstleistungszentrum Stetten am kalten Markt[3]
- Bundeswehrfeuerwehr[3]
- Evangelisches und Katholisches Militärpfarramt[5]
- Feuerwehrschule der Bundeswehr[3]
- 14./Heimatschutzregiment 1 „Schwäbische Alb“[25]
- 5./Jägerbataillon 292[26]
- Landeskommando Baden-Württemberg (Teile)[25]
- Materialprüftrupp Stetten am kalten Markt[5]
- Panzerpionierkompanie 550[27]
- Reservistenverband Geschäftsstelle Stetten am kalten Markt[5]
- Sanitätsstaffel Einsatz Stetten am kalten Markt[24]
- Schule ABC-Abwehr und gesetzliche Schutzaufgaben[5]
- Staatliches Hochbauamt Stuttgart, Bauleitung Stetten am kalten Markt[5]
- Truppenübungsplatzkommandantur Heuberg[28]
- Zentrum für Brandschutz der Bundeswehr, Feuerwache Heuberg[5]

#### Weitere an anderen Orten
- Abgesetzter Technischer Zug 249, Meßstetten[5]

### Ehemalige Einheiten
- Fallschirmjägerbataillon 291 (ab 1970: Fallschirmjägerbataillon 271; verlegt nach Iserlohn 1972)
- Feldjägerbataillon 452 (aufgelöst 2013)
- Feldjägerbataillon 750 (aufgelöst)
- Heeresoffizierschule III (ab 1959; verlegt nach München 1960)
- Instandsetzungsbataillon 210 (verlegt nach Volkach 2003)
- Instandsetzungskompanie 290
- Instandsetzungskompanie 550
- Kampfmittelbeseitigungskompanie 21 (aufgelöst 2006; umgegliedert in den Einsatzbereich A des ZKpfmBesBw)
- Nachschubkompanie 290 (aufgelöst)
- Panzerbataillon 291 na (aufgelöst 1992)
- Panzerbataillon 293 (aufgelöst 1992)
- Panzerbataillon 294 (umgewandelt in Panzergrenadierbataillon 294)
- Panzerbataillon 553 (Heimatschutzbrigade; aufgelöst 1992)
- Panzerbataillon 554
- Panzergrenadierbataillon 282 na (aufgelöst 2004)
- Panzergrenadierbataillon 294 (aufgelöst 2008)
- Panzerjägerkompanie 290 (aufgelöst 1996)
- Panzerjägerkompanie 550 (aufgelöst 1994)
- 3./Versorgungsbataillon 296

## Trivia
Durch die besonders kalten Winter auf der Schwäbischen Alb bei Stetten am kalten Markt wird der Ort von vielen Soldaten auch Stetten am kalten Arsch oder ironisch Stetten am karibischen Meer genannt. Unter den französischen Soldaten etablierte sich die Bezeichnung petite Sibérie („Klein-Sibirien“).
Der Dokumentarfilm Feldtagebuch – Allein unter Männern wurde im November und Dezember 2001 in der Alb-Kaserne bei der 5./Panzergrenadierbataillon 294 gedreht.